# Bekas jarzębaty
Bekas jarzębaty (Coenocorypha huegeli; w maoryskim tutukiwi) – gatunek średniej wielkości ptaka z rodziny bekasowatych (Scolopacidae), podrodziny słonek (Scolopacinae). Dwa z trzech podgatunków uważane są wymarłe, ptaki trzeciego podgatunku zasiedlają naturalnie Wyspy Snares i uznane są za bliskie zagrożenia.

## Taksonomia

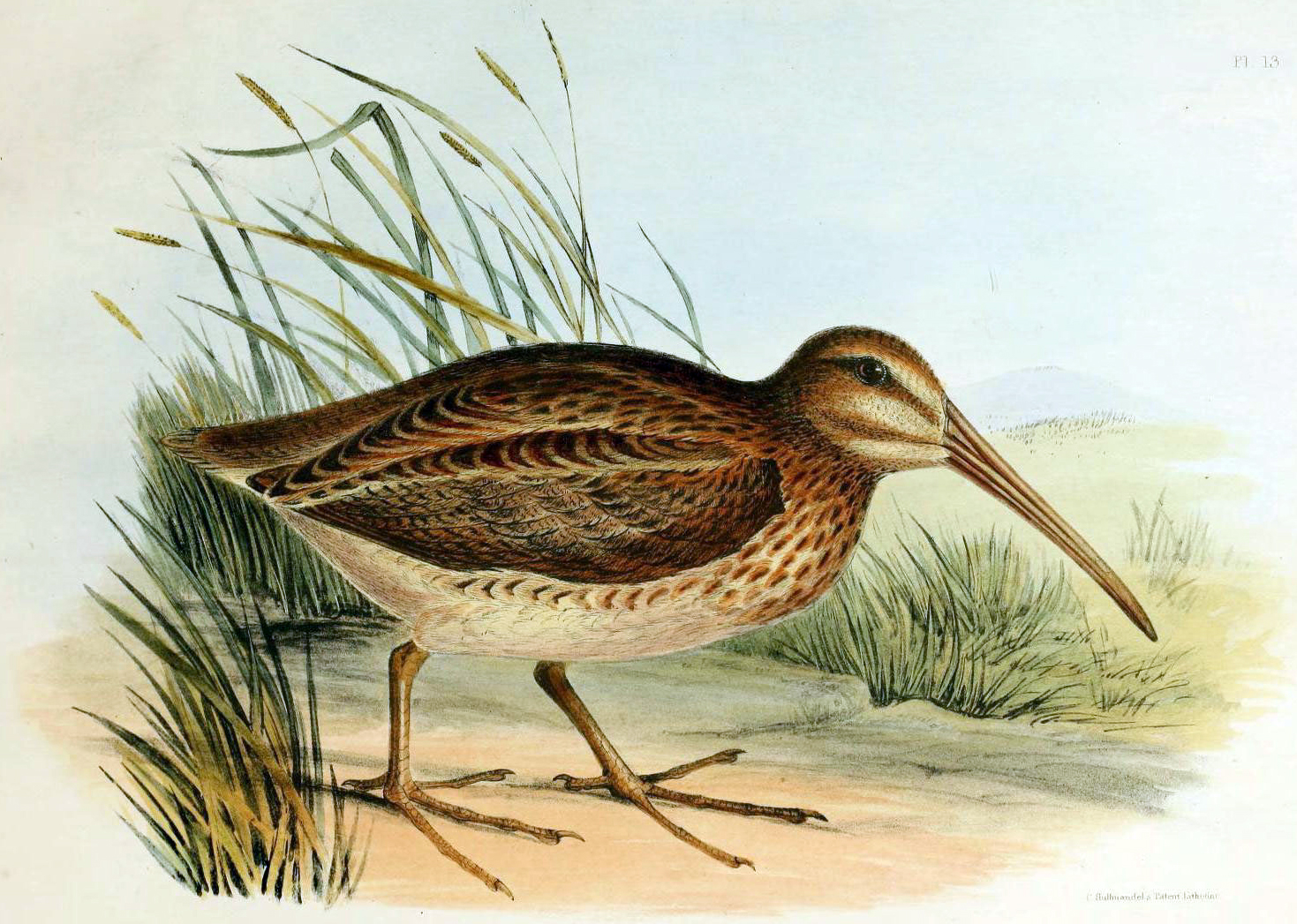
C. h. barrierensis, rysunek z pierwszej połowy XIX wieku

Po raz pierwszy gatunek opisał Henry Baker Tristram w 1893 na łamach „Bulletin of the British Ornithologists’ Club”. Autor nie wspomniał, gdzie dokładnie na Wyspach Snares odłowiono holotyp. Nadał nowemu gatunkowi nazwę Gallinago huegeli. Obecnie (2021) Międzynarodowy Komitet Ornitologiczny umieszcza bekasa jarzębatego w rodzaju Coenocorypha. Dyskusyjna jest kwestia podgatunków. W 1921 został opisany przez Rothschilda bekas rdzawy (C. (h.) iredalei); autor nadał mu nazwę C. aucklandica iredalei, uznając go za podgatunek bekasa auklandzkiego (C. aucklandica). Holotyp pochodził z Jack Lees Island, ogółem H.H. Travers zebrał 3 osobniki. Kolejny z podgatunków, bekasa plamistego (C. h. barrierensis), opisał Walter Reginald Brook Oliver w 1955. Na podstawie różnic morfologicznych i w proporcjach długości głównych kości kończyn – w przypadku C. h. barrierensis – bywają wyodrębniane do osobnych gatunków. Autorzy Kompletnej listy ptaków świata UJ traktują wspomniane taksony jako podgatunki bekasa jarzębatego. Bywają one jednak uznawane za odrębne gatunki. Taką klasyfikację uznaje Międzynarodowy Komitet Ornitologiczny oraz komitet pracujący nad checklistą ptaków Nowej Zelandii wydaną przez Ornithological Society of New Zealand w 2010; wcześniej, w 1990 komitet uznał je za podgatunki bekasa auklandzkiego.

## Podgatunki i zasięg występowania
Występowanie w zależności od podgatunku:
- † bekas plamisty (C. h. barrierensis) – jeden okaz odłowiono na Little Barrier Island, znane są szczątki subfosylne z Wyspy Północnej[11][13][6][14]
- † bekas rdzawy (C. h. iredalei) – występował na Wyspie Stewart, przetrwał do XX wieku na okolicznych wysepkach[6] (Big South Cape Island, Jacky Lee Island[14]). Na Wyspie Południowej odnaleziono szczątki subfosylne wskazujące na niegdysiejsze szerokie rozprzestrzenienie tych ptaków na wyspie[6]
- bekas jarzębaty (C. h. huegeli) – pierwotnie występowały tylko na Wyspach Snares. W 2005 celem utworzenia nowej subpopulacji ptaki przetransportowano na Putauhinu Island (na południe od Wyspy Stewart), a w styczniu 2013 – na Wyspę Codfish[15] (na północny zachód od Wyspy Stewart).

## Morfologia
Długość ciała 20–23 cm, rozpiętość skrzydeł 30–35 cm, masa ciała 89–131 g (u C. h. heugeli). Wymiary (w milimetrach) dla samców i samic osobników podgatunku nominatywnego (liczbę osobników podano w źródle):
|        | Długość skrzydła | D. ogona  | D. dzioba | D. skoku  |
| ------ | ---------------- | --------- | --------- | --------- |
| samce  | 103–111          | 34,8–46,1 | 51,0–57,7 | 23,3–25,4 |
| samice | 106–114          | 36,6–46,0 | 51,4–60,8 | 23,9–26,1 |

Opis dotyczy podgatunku nominatywnego. Przód głowy, pokrywy uszne, brew, boki czoła i gardło pokrywają brązowe pasy. Pasek policzkowy ograniczony jest do kropki lub kreski poniżej oka. Występuje pasek oczny kontrastujący z położonym tuż poniżej płowym obszarem. Podstawowy kolor na barkówkach waha się od płowobrązowego po (rzadko) rdzawobrązowy (u ptaków C. h. iredalei jest to jaskrawy rdzawy). Krawędzie piór nie wyróżniają się z wyjątkiem płowych krawędzi niżej położonych barkówek, tworzących dwie równoległe linie. Obszar od grzbietu po pokrywy nadogonowe matowy, opisywany jako brązowopłowy, jasnobrązowy lub rdzawobrązowy, pokrywy z nierzucającymi się w oczy czarnobrązowymi pasami. Spód ciała niemal całkowicie pokryty pasami. Górna część piersi niekiedy przypomina tę bekasa auklandzkiego. Niższa część piersi, brzuch, pokrywy podogonowe i nogawice są płowe, gęsto pokryte ciemnobrązowymi pasami. Zwykle pomiędzy nogami występuje niewielki, pozbawiony pasków obszar. Centralne sterówki ciemnobrązowe z płowobrązowymi krawędziami i układającymi się w V paskami, często tak szerokimi, jak przerwy pomiędzy nimi. Zewnętrzne sterówki mają płowe krawędzie i nieco płowych pasów. Pokrywy skrzydłowe są w większości pozbawione ciemnych wzorów. Pokrywy skrzydłowe mniejsze i średnie płowobrązowe z nieregularnymi plamami i prążkami barwy brązowej. Pokrywy skrzydłowe większe ciemnobrązowe z płowobrązowymi pasami. Pokrywy pierwszorzędowe i skrzydełko jak u bekasów auklandzkich. Zewnętrzne krawędzie lotek I rzędu mają nieregularne, płowe krawędzie; wewnętrzne lotki pierwszorzędowe wyróżniają się szerokimi płowymi krawędziami (wyraźniej zaznaczonymi u samic u ptaków młodocianych). Lotki II rzędu podobne jak u C. aucklandica. Lotki III rzędu czarnobrązowe, pokryte nieregularnie brązowym wzorami, mają również płowobrązowe krawędzie.
Dziób szaroczarny, nasada jaśniejsza; żuchwa ma różowawy lub brązowawy odcień. Górna część górnej szczęki i woskówka czerwonawa. Tęczówka czarna. Nogi u samca żółtawe po kremowe, u samicy oliwkowoszare.

## Ekologia i zachowanie
Najliczniej bekasy jarzębate występują poniżej lasów Olearia i Brachyglottis. Preferują obszary z gęsto porośniętym podłożem. Żywią się różnorodnymi bezkręgowcami.

### Lęgi
Okres lęgowy trwa od początku listopada do środka maja. Gniazdo ulokowane jest wśród kęp traw. Może zostać umieszczone zarówno w naturalnym zagłębieniu, jak i w uzbieranych na kształt miski fragmentach roślin, w tym kawałkach paproci, liściach, kawałkach kory. W zniesieniu przeważnie 2 jaja (w jednym z badań na 56 zniesień jedynie jedno zawierało 3 jaja), mają wymiary 39,1–46,4 na 30,4–33,1 mm. Inkubacja rozpoczyna się po zniesieniu wszystkich jaj. W pięciu odnotowanych przypadkach wysiadywały obydwa ptaki z pary, w dwóch – jedynie samica (samiec był poligyniczny). Dla 3 par monogamicznych okres inkubacji wyniósł ok. 22,1 dni, dla pary poligynicznej 37–39 dni. Po 28–35 dniach młode są w pełni opierzone. Pisklęta szarobrązowe, plamkowane płowocynamonowo, jasnobrązowo i czarnobrązowo. Na głowie wyróżniają się dwa ciemnobrązowe pasy, w tym ciemieniowy. Mają bardzo wąską obrączkę oczną, barwy od płowej do kremowej. U C. h. iredalei zniesienie również wynosiło dwa jaja. Guthrie-Smith (1936) obserwował pięć par ptaków tego podgatunku i odnotował, że tylko jedno pisklę dożyło opierzenia.

## Status
IUCN uznaje bekasa jarzębatego za gatunek bliski zagrożenia (NT, Near Threatened) od 2014 (stan w 2025). Żyją tylko przedstawiciele podgatunku nominatywnego, dwa pozostałe uznano za wymarłe. Podgatunek C. h. barrierensis znany jest jedynie z jednego okazu odłowionego na Little Barrier Island w okolicach 1870. Był to najprawdopodobniej jeden spośród dwóch obserwowanych ptaków. Okaz został zakupiony przez Auckland Museum w 1870, jednak informacje do niego dołączone pomylono z informacjami dotyczącymi pewnego okazu C. aucklandica; dopiero w 1955 W.R.B. Oliver przeanalizował okaz bekasa jarzębatego i wyróżnił nowy podgatunek C. h. barrierensis. C. h. iredalei wymarł po 1964, kiedy to dwa ptaki złapano w niewolę na Wyspie Stewart, ale dwa dni później umarły; później gatunku już nie odnotowano. Za przyczynę wymarcia BirdLife International uznaje zawleczenie na wyspę szczurów śniadych (Rattus rattus). Do uznania bekasa jarzębatego za gatunek bliski zagrożenia przyczyniły się wcześniejsze, lokalne wymarcia spowodowane przez wprowadzenie na wyspy szczurów śniadych, kotów, świń i wek (Gallirallus australis). W 2005 roku 30 osobników podgatunku nominatywnego odłowiono i przetransportowano śmigłowcem na Putauhinu Island. W 2011 populacja wynosiła już 320 osobników, a w 2013 – 500. W styczniu 2013 30 osobników przetransportowano na Wyspę Codfish.

## W kulturze
Prawdopodobnie to głosy bekasów rdzawych były źródłem legendy o hakawai, który miał być potomkiem Tangaroa – boga oceanów – i Rehua (gwiazdy Antares), strażnika nieba. Wraz ze zmniejszaniem się populacji bekasów jarzębatych, malała też liczba miejsc, w których słyszano tajemnicze głosy, aż do całkowitego ich zniknięcia w latach 60. XX wieku.